# Fayette megye (Georgia)
Fayette megye az Amerikai Egyesült Államokban, azon belül Georgia államban található. Megyeszékhelye Fayetteville, legnagyobb városa Peachtree City. Lakosainak száma 119 194 fő (2020. április 1.). Fayette megye Fulton, Coweta, Clayton és Spalding megyékkel határos.

## Népesség
A megye népességének változása:
| Lakosok száma | 106 994 | 107 232 | 107 442 | 108 365 | 110 714 | 119 194 |
|               | 2010    | 2011    | 2012    | 2013    | 2015    | 2020    |